# شکر (فیلم ۲۰۱۳)
شکر (انگلیسی: Sugar) فیلمی آمریکایی است که در سال ۲۰۱۳ منتشر شد. از بازیگران آن می‌توان به شنیا گرایمز، کوربین بلو، مارشال آلمن، آستین ویلیامز، ناستاسیا کینسکی و وس استودی اشاره کرد.